# Wells Creek (krater)
Wells Creek – krater uderzeniowy w stanie Tennessee, w USA. Skały krateru są widoczne na powierzchni ziemi.
Krater ma średnicę 12 km, powstał 200 ± 100 milionów lat temu (w mezozoiku lub późnym paleozoiku), w skałach osadowych. Meteorytowe pochodzenie tej struktury było podejrzewane już w 1930 roku, ale przeważała opinia, że jest to struktura kryptowulkaniczna. W 1960 roku odnalezione zostały stożki zderzeniowe; przeprowadzone mapowanie geologiczne, pomiary grawimetryczne i magnetometryczne przyniosły kolejne dowody impaktowego pochodzenia tej struktury. Jest to krater złożony, w większości wypełniony osadami, z wyniesieniem centralnym niemal sięgającym powierzchni ziemi.